# The Great Khali
Dalip Singh Rana (Dhiraina; 27 de agosto de 1972),más conocido como The Great Khali, es un exluchador profesional, actor y levantador de potencia indio conocido por su trabajo en WWE. Dentro de sus logros está el haber sido una vez Campeón Mundial tras haber ganado el Campeonato Mundial Pesado en 2007.
Los logros de Singh Rana en WWE lo convirtieron en un héroe nacional en la India. En un país donde el críquet es el deporte más popular, causó gran impacto mediático después de ganar el campeonato mundial que lo harían como uno de los mejores atletas indios. WWE le honró incorporándolo al Salón de la Fama en 2021.
En su faceta como actor, ha aparecido en cuatro películas de Hollywood, dos películas de Bollywood y varios programas de televisión.

## Primeros años
Aunque padece acromegalia antes de empezar su carrera como luchador fue policía de Punjabi, competidor en levantamiento de potencia y culturista. Singh es el menor de siete hermanos, y está casado con Harminder Kaur desde el 27 de febrero de 2019.
Singh adoptó el nombre artístico "The Great Khali" de la diosa hindú Kali. Aunque sus padres, Jwala Ram (1927-1991) y Tandi Devi (1931-2016), eran de estatura normal, el abuelo de Singh medía dos metros.

## Carrera

### All Pro Wrestling (2000–2001)
El 28 de mayo de 2001, en el campo de entrenamiento de All Japan Pro Wrestling, el luchador Brian Ong murió después de recibir un flapjack de Singh. Ong había sufrido una contusión el mismo día, pero los entrenadores le instaron a continuar el entrenamiento; además, Ong no recibió equipo de protección o supervisión de los entrenadores. Esta segunda contusión, causada por el movimiento de Singh, resultó fatal para Ong, causándole aquel de modo inintencional su fallecimiento. La familia de Ong denunció a la APW por todo ello. El juicio finalizó con la empresa pagando una indemnización de 1,3 millones de dólares a la familia de Ong.

### New Japan Pro-Wrestling (2001–2002)
En agosto de 2001, Singh fue llevado a la New Japan Pro-Wrestling por el líder del Team 2000, Masahiro Chono, junto con otro hombre, Giant Silva. Ellos fueron el Tag Team más grande de la historia, la altura promedio del equipo era de 7 pies. Los dos hicieron equipo por primera vez en el Tokio Dome en octubre, llamado "Club 7" por Chono, y ganaron a Yutaka Yoshie, Kenzo Suzuki, Hiroshi Tanahashi y Wataru Itonue en una Handicap Match. Singh sufrió su primera derrota en un Tag Team match en el Tokio Dome en enero del 2002, siendo vencido por Hiroyoshi Tenzan. El sufrió otra gran derrota en el modo Tag en marzo, siendo cubierto por Manabu Nakanishi. Su mayor derrota fue en un combate individual contra Giant Silva, quién lo cubrió después de un "Giant Press".

### World Wrestling Entertainment / WWE (2006–2014, 2017-2023)

#### Deep South Wrestling (2006)
El 2 de enero, Singh se convirtió en el primer luchador profesional indio que firmó un contrato por la WWE. Fue asignado a Deep South Wrestling, territorio de desarrollo en aquel entonces, donde luchó bajo su nombre real. Allí entró en un breve feudo con Freakin' Deacon y su mánager Palmer Cannon, rivalidad que finalizó cuando Singh se alió con ellos.

#### 2006–2007

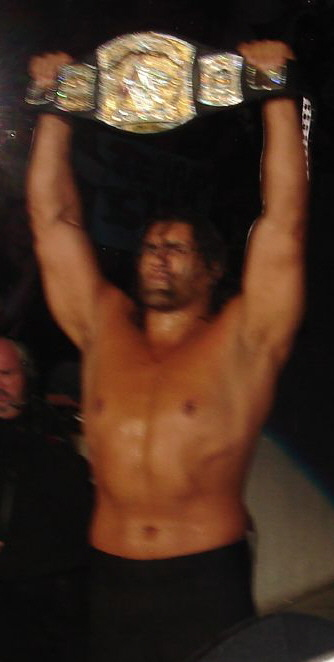
Khali con el Campeonato de la WWE durante su feudo con John Cena.

The Great Khali hizo su debut en Smackdown como Monster Heel derrotando a luchadores como Funaki o Rey Mysterio (con quien peleó por petición de John Bradshaw Layfield ya que este quería ablandar a Rey Mysterio antes de su lucha por el Campeonato Mundial Peso Pesado).
The Great Khali mantuvo su primer feudo en Smackdown con The Undertaker, cuando interrumpió el combate que mantenía contra Mark Henry, Undertaker empezó a golpearle, pero The Great Khali logró defenderse y golpearle hasta dejarlo inconsciente sobre el ring. Se enfrentaron en el evento de la Judgment Day donde Khali salió vencedor, Khali estuvo durante un tiempo reclamando otro combate a The Undertaker, interfiriendo en algunos combates para reducir a los luchadores e imitar algunos gestos de The Undertaker. Finalmente entró en el ring para golpear a The Undertaker cuando este había acabado su combate contra King Booker pero The Undertaker logró sacarlo del ring y le retó para un Last Man Standing match en SummerSlam, sin embargo Long anunció que este combate se llevaría a cabo en SmackDown. Este combate lo perdió después de que The Undertaker lo golpeara duramente con una silla y con las escaleras de entrada al ring haciéndolo sangrar y rematándolo con un Chokeslam.
En la edición del día 31 de octubre de ECW, Khali y su mánager Daivari hicieron su debut en ECW, en un combate entre Shawn Daivari y Shannon Moore, en el que Khali asumió el papel de matón de Daivari, atacando a Moore después de su combate contra Daivari. Khali continuó apalizando a los rivales de Daivari después de los combates.
En la edición del 8 de enero de Raw, Jonathan Coachman anunció que el contrato de Khali con ECW había terminado, y que había firmado por RAW (sin su mánager Daivari), y que lucharía contra John Cena en el evento principal. Khali ganó por descalificación después de que Cena le golpeara con una silla que sostenía Armando Estrada. Después del combate, Khali le aplicó un Giant Chokeslam a Cena, dejándolo expuesto a que Umaga le atacara.

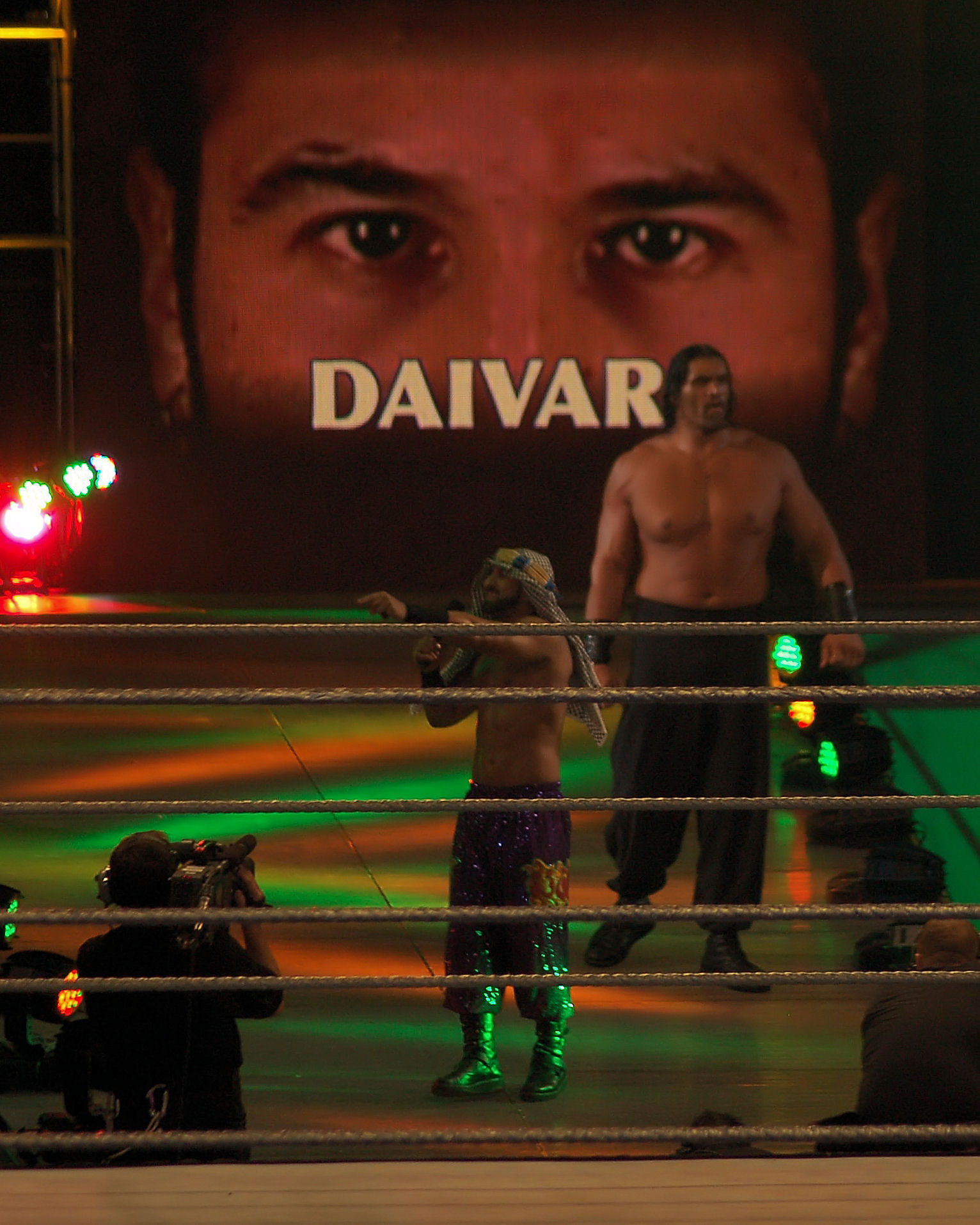
Khali junto a Daivari en December to Dismember.

En la edición del 27 de febrero de SmackDown!, Khali interfirió en un Falls Count Anywhere entre King Booker y Kane, en un combate de clasificación para Money in The Bank que se celebraría en WrestleMania 23. Tras esa interferencia Khali empezó un feudo con Kane En Wrestlemania 23 Khali venció a Kane después de aplicarle un Khali Bomb.
Después Khali atacó al Campeón de la WWE, John Cena, enviándole el mensaje de que quería su título. La siguiente semana, Khali venció a Shawn Michaels en un combate para ser el Contendiente Nº1 al título de Cena en Judgement Day. En ese evento, Khali perdió ante Cena via rendición. Aunque el pie de Khali estaba tocando la cuerda cosa que no vio el árbitro. La siguiente noche en Raw, Khali expresó su enfado por lo ocurrido. En One Night Stand fue derrotado, después de que Cena lo cubriera después de un FU.
El 11 de junio, Khali fue enviado por el Draft de vuelta a SmackDown Posteriormente consiguió ganar el Campeonato Mundial Pesado. Cuando se lesionó Edge, tras ganar un Battle Royal de 20 hombres, que ganó al eliminar a Batista y a Kane. Posteriormente en The Great American Bash derrotó a Batista y a Kane en una Triple Threat Match. En Summerslam perdió ante Batista por descalificación, después de golpearlo con una silla. En la edición de SmackDown del 31 de agosto, Rey Mysterio derrotó a Batista en una lucha del contendiente número uno al campeonato de Khali. Éste entró a golpear a Mysterio, llevándose un Spinebuster de Batista y un 619 de Rey Mysterio. En WWE Unforgiven The Great Khali perdió el Campeonato Mundial Peso pesado en una Triple Threat Match frente a Rey Mysterio y Batista, título que vuelve a ganar Batista con un Spinebuster sobre The Great Khali. La semana siguiente se anunció una Punjabi Prison Match contra Batista en No Mercy 2007. En el evento No Mercy, Khali fue derrotado frente a Batista provocando que Batista retuviera el título.
En Survivor Series Khalí venció a Hornswoggle por descalificación, debido a que Finlay intervino en la pelea salvando a su pupilo de una derrota segura, provocando un feudo. En el evento Armageddon, Khali fue derrotado por Finlay después de que éste le cubriera tras golpearle con el Shillelagh.

#### 2008–2009

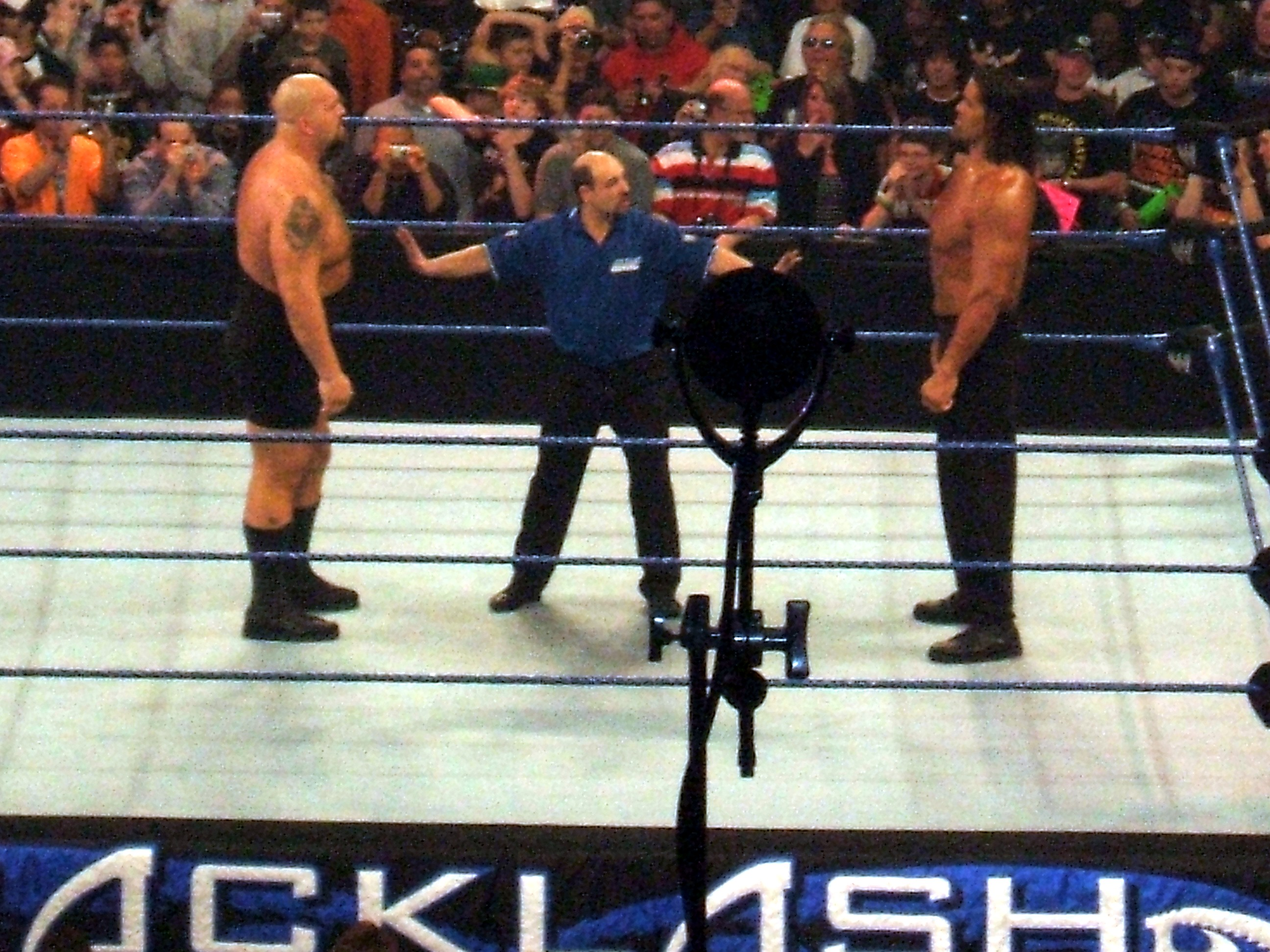
Khali contra Big Show en Backlash, con el árbitro Jim Korderas en el medio.

Khali participó en la Royal Rumble, donde entró el número 4 y fue eliminado por The Undertaker. Luego entraría a luchar en No Way Out en una Elimination Chamber frente a Undertaker, Batista, Finlay, MVP y Big Daddy V por una oportunidad por el Campeonato Mundial Peso Pesado en WrestleMania XXIV, siendo eliminado.
En WrestleMania XXIV participó en una Battle Royal por el Campeonato de la ECW, perdiendo al ser eliminado. Luego mantuvo un feudo con Big Show, contra quien se enfrentó en Backlash donde fue derrotado. Después, tuvo una oportunidad por el Campeonato Mundial Peso Pesado en la edición del 2 de mayo de SmackDown contra The Undertaker, en donde Vickie Guerrero le ordenó a Khali quitarle el título a The Undertaker, pero fue atacado por este con un «Hell's Gate» causándole una lesión (kayfabe) en la garganta.
Tras esto se retiró a India, descansando y recuperándose de una cirugía en las rodillas, ejerciendo el oficio de policía, volviendo a la WWE el 6 de junio, siendo derrotado por Batista. Ganó una Battle Royal de 6 hombres eliminando a Jeff Hardy y así obtuvo una oportunidad para enfrentar a Triple H por el Campeonato de la WWE en SummerSlam, donde fue derrotado. Luego en Smackdown hubo un Scramble match en la última pelea clasificatoria The Great Khali enfrentó a Jeff Hardy, ganando Jeff después de que Triple H interfiriera en la pelea golpeándolo con una silla.  Después de Unforgiven, tuvo una pelea contra Vladimir Kozlov, interfiriendo Triple H, y Jeff Hardy, ahí The Great Khali fue brutalmente golpeado por el mazo de Triple H. Antes del evento Cyber Sunday, Khali tuvo una lucha contra The Undertaker, en la que The Big Show interfirió atacando al Undertaker, este impidió que The Big Show golpeara con la silla al Undertaker provocando un cambio de heel a face en Khali y apoyo del público.
En el especial de RAW por sus 800 episodios, The Great Khali defendió a Rey Mysterio de un ataque de Kane y Mark Henry, confirmándose así su cambio de papel de heel a face. En el evento Survivor Series hizo equipo junto a Shawn Michaels, Rey Misterio y a Cryme Tyme para derrotar a JBL, The Miz, John Morrison, MVP y Kane, siendo en este evento aclamado por el público durante y después del combate, en la lucha eliminó a MVP y ayudó con la eliminación de Kane.
Khali participó en el evento Royal Rumble perdiendo luego de ser eliminado por Vladimir Kozlov. En SmackDown perdió en una Triple Threat para clasificarse a la Elimination Chamber en No Way Out, enfrentándose a Vladimir Kozlov y Triple H, el ganador fue Triple H. También participó en una batalla real en ECW para clasificarse para el Money in the Bank en WrestleMania XXV perdiendo luego de ser eliminado por todos los luchadores de la batalla real siendo el ganador Christian.
En The Bash fue derrotado por Dolph Ziggler gracias a la intervención de Kane, entrando en un feudo con el último, siendo derrotado en SummerSlam, Breaking Point y en SmackDown, donde fue lesionado (kayfabe). En realidad, Khali se sometió a una cirugía de rodillas.
Khali reapareció como face en la gala de entrega de los Slammys del año luchando junto con Christian y Kane contra The Ruthless Roundtable al completo.

#### 2010–2014
Participó en el Royal Rumble, pero fue eliminado por Beth Phoenix. Luego, peleó en 
WrestleMania XXVI en una Battle Royal, pero fue eliminado por todos los participantes. Tras esto, perdió ante Dolph Ziggler y se tomó un tiempo de descanso. Sin embargo, el 19 de abril apareció bajo el nombre de Khaluber, derrotando a Vladimir Kozlov. Debido al Supplemental Draft, fue traspasado de SmackDown! a RAW. Luchó junto con Hornswoggle contra The Hart Dynasty por los Campeonato Unificado en Parejas en el "Raw Viewer's Choice", siendo derrotados. Después se unió al equipo de John Cena para enfrentar a The Nexus en SummerSlam, pero fue retirado por un ataque de Nexus. Tras esto, se fue a la India a participar en The Big Boss, un reality show hindú. Regresó en Royal Rumble en el lugar N.º 19, eliminando a Husky Harris, pero no logró ganar siendo eliminado por Mason Ryan. El 3 de abril en WrestleMania XXVII, participó en una Battle Royal, ganando la lucha. El 26 de abril debido al Draft Suplementario fue trasladado a a SmackDown!. En SmackDown se reunió con su hermano (kayfabe) Jinder Mahal, quien el 13 de mayo le pegó una bofetada por su conducta. El 20 de mayo Mahal volvió a golpearle, cambiando Khali a heel al atacar a Ranjin Singh. 
En las semanas consecutivas, actuó como manager de Jinder Mahal e interfiriendo en sus combates. Sin embargo, cambió a face al rebelarse contra Mahal. El 30 de septiembre en SmackDown se enfrentó al Campeón Mundial Peso Pesado Mark Henry siendo derrotado. Luego de la lucha Henry le atacó la pierna con un «Splash» sobre una silla fracturándole el peroné (kayfabe). Tras esto, se informó que Khali dejó la empresa para centrarse en su carrera como actor en India.
Hizo su regreso en el Royal Rumble entrando en número 15, eliminando a Ezekiel Jackson y a Jinder Mahal, pero siendo eliminado por Cody Rhodes y Dolph Ziggler. También participó en Elimination Chamber en una Elimination Chamber match por el Campeonato Mundial Peso Pesado, pero fue el primer eliminado por Big Show. En Wrestlemania XXVIII formó parte del equipo de Theodore Long, el cual fue derrotado por el equipo de John Laurinaitis. En Over The Limit participó en un Battle Royal, siendo eliminado por The Miz, Titus O'Neil y Darren Young. El 3 de julio durante el especial de The Great American Bash participó en un Mixed Tag Team Macht haciendo equipo con Layla derrotando a Aksana y Antonio Cesaro. El 26 de julio de 2012, Singh se sometió a una cirugía para extraer un tumor en su glándula pituitaria. Apareció en el Smackdown! del 2 de noviembre venciendo a David Otunga. En el episodio 26 de diciembre del WWE MainEvent, Khali ganó una batalla real de 20 hombres para convertirse en el contendiente número uno al Campeonato de los Estados Unidos. Khali recibió su oportunidad por el título la próxima semana el 2 de enero de 2013 episodio de Main Event, pero fue derrotado por el campeón defensor Antonio Cesaro. Participó en el Royal Rumble Match, entrando de número 23 y siendo eliminado por Kane y Daniel Bryan. Tras esto, Hornswoggle y Natalya se establecieron como sus acompañantes, apareciendo en la programación de WWE, durante ese periodo tuvieron un feudo con Primo, Épico y Rosa Mendes. El 12 de agosto volvió a aparecer en Raw haciendo equipo con Natalya derrotando a AJ Lee y Big E Langston. En Battleground, Antonio Cesaro & Jack Swagger derrotaron a The Great Khali & Santino Marella. En Hell in a Cell, formó equipo con Natalya siendo derrotados por Fandango y Summer Rae. 
El 6 de enero de 2014 apareció en Old School Raw acompañado nuevamente por Ranjin Singh, derrotando a Damien Sandow teniendo a Sgt. Slaughter de árbitro especial. The Great Khali participó en el Royal Rumble Match pero fue eliminado por The Shield. En WrestleMania XXX compitió en el André the Giant Memorial Battle Royal pero no pudo ganar ya que fue ganada por Cesaro. El 20 de junio en Battleground Khali participó en la Battle Royal por el Campeonato Intercontinental, pero la lucha fue ganada por The Miz. Su última lucha fue una derrota por sumisión ante Rusev en el episodio del 31 de octubre de SmackDown. El 13 de noviembre de 2014, el contrato de Khali expiró y no fue renovado por la WWE.

#### Apariciones esporádicas (2017-2023)
El 23 de julio, durante el evento Battleground de la marca SmackDown Live, Singh realizó su regreso a WWE para ayudar a Jinder Mahal a retener el Campeonato de la WWE. El 27 de abril de 2018, Khali participó en el Greatest Royal Rumble 2018 ingresando en el #45, aunque no logró ganar tras ser eliminado por Braun Strowman y Bobby Lashley. Este fue su último combate para la WWE hasta el momento.
Se confirmó el 24 de marzo de 2021 que Khali sería incluido en el Salón de la Fama. Al igual que con Kane, fue inducido el día martes 6 de abril de dicho año, siendo el primer indio en serlo por su grata trayectoria en la empresa. Posteriormente, aparecería en WrestleMania 37 en segmentos tras bastidores.
Khali hizo una aparición en el evento WWE Superstar Spectacle 2023 en Hyderabad, Telangana, India y declaró que le quedaba un último combate.

### Continental Wrestling Entertainment (2015-presente)
En febrero de 2015, Khali abrió su propia escuela de lucha libre en Punjab, Continental Wrestling Entertainment, que celebró su primer evento el 12 de diciembre de 2015. En febrero de 2016, ganó el Campeonato Mundial Peso Pesado de la CWE.

## Filmografía
- Mac Gruber como Tug Phelps
- (2005) The Longest Yard (Golpe bajo - El juego final - El clan de los Rompehuesos), como Turley
- Superagente 86 (2008) como Dalip.
- Pair of Kings, como el guerrero Athor
- En busca de Marsupilami (2012), como Bolo

## Vida personal
Singh Rana ha sido descrito como "extremadamente religioso". Medita todos los días y se abstiene de consumir alcohol y tabaco. Fue discípulo del gurú espiritual indio Ashutosh Maharaj. El programa de entrenamiento de Singh Rana consta de dos horas de entrenamiento con pesas todos los días, pero su dieta no está clara, ya que en algunas entrevistas se afirmó que mantiene su tamaño con una dieta vegetariana y en otras entrevistas se afirmó que consume grandes cantidades de pollo. Desde entonces ha aclarado que le encanta la comida vegetariana, pero también consume carne.
En agosto de 2009, Singh tuvo un altercado backstage con Big Show en una gira en Puerto Rico. Supuestamente, la pelea empezó cuando Show se quejó de que Khali estaba usando movimientos del repertorio del primero. En el fragor de la discusión, Show atacó a Singh, pero fue derribado por éste y golpeado hasta que varios luchadores de SmackDown! les separararon. La culpa del incidente fue finalmente atribuida a Show.
En enero de 2011, Khali se vio envuelto en un incidente ocurrido en casa de un político indio, en el que el guardaespaldas de Khali agredió a un fan y disparó contra la multitud cuando ésta intentó impedir la acción. Tras el incidente, el guardaespaldas de Singh alegó hallarse bajo los efectos del alcohol.
El 26 de julio de 2012 se informó que Singh Rana se sometió a una cirugía cerebral debido a un tumor en la glándula pituitaria. Posteriormente se convirtió en ciudadano estadounidense por naturalización el 20 de febrero de 2014.
Se unió al Partido Popular Indio el 10 de febrero de 2022.

## Campeonatos y logros

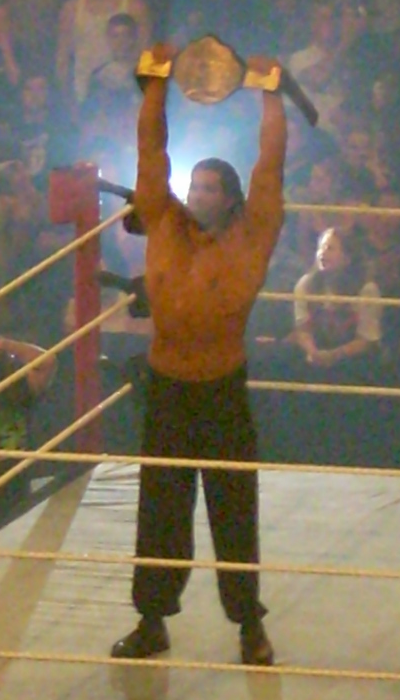
Khali como Campeón Mundial Peso Pesado.

- Continental Wrestling Entertainment/CWE
  - CWE Heavyweight Championship (2 veces)

- New Japan Pro-Wrestling/NJPW
  - Teisen Hall Cup (2002) - con Masahiro Chono & Giant Silva[44]

- World Wrestling Entertainment/WWE
  - World Heavyweight Championship (1 vez)
  - Premio Slammy por "¡Maldita sea!" Momento del Año (2008) Khali Kiss Cam
  - WWE Hall of Fame (2021)

- Pro Wrestling Illustrated
  - Situado en el #101 en los PWI 500 del 2007[45]
  - Situado en el #83 en los PWI 500 del 2008.[46]
  - Situado en el #118 en los PWI 500 de 2009[47]
  - Situado en el #130 en los PWI 500 de 2010[48]
  - Situado en el #105 en los PWI 500 de 2011[49]
  - Situado en el #102 en los PWI 500 de 2012[50]

- Wrestling Observer Newsletter
  - Luchador más sobrevalorado - 2007
  - Peor personaje - 2008, Playboy de Punjabi